# 아리안 2
아리안 2(Ariane 2)는 1980년대에 유럽 우주국에서 위성 발사용으로 사용된 로켓이다. 아리안 시리즈의 2번째 로켓이다.

## 구조
아리안 2의 전체적인 형태는 아리안 1과 비슷하지만, 아리안 1과의 차이점은 아리안 1의 제1단과 제2단 엔진의 연료를 UDMH에서 UH 25로 변경함으로써 추진력을 증강시킨 것이다. 이와 같이 제3단의 확장도 행해졌고, 신형 첨단이 페이로드 페어링에 장착되었다. 그 결과, 전체 높이는 49 m, 이륙 시의 중량은 219 t 이 되었다.
아리안 3는 기본적으로는 아리안 2에 고체 연료 로켓을 추가한 것이다. 아리안 2의 유효 하중은 정지 천이 궤도에 2,175 kg으로 아리안 1보다 325 kg 증가했다.

## 발사
아리안 2는 총 6기가 발사되었다. 최초 발사는 1986년 5월 31일의 일로, 아리안 3의 최초 발사보다 2년 늦었다. 6회의 발사 중 첫 번째 기체만이 발사에 실패했다. 나머지 5기는 발사에 성공했다.

### 발사 기록
| 순서 | 일시(UTC)        | 시리얼 번호 | 탑재체                      | 중량        | 발사대 | 궤도                                 | 비고                      |
| ---- | ---------------- | ----------- | --------------------------- | ----------- | ------ | ------------------------------------ | ------------------------- |
| 1    | 1986년 5월 31일  | V18         | 인텔샛 V-A F 14 (통신 위성) | 약 2,000 kg | ELA 1  | 대서양에 추락 (본래 예정 궤도 : GTO) | 실패(제3단의 문제가 원인) |
| 2    | 1987년 11월 21일 | V20         | TV-SAT 1 (방송 위성)        | 2,077 kg    | ELA 2  | GTO                                  | 성공                      |
| 3    | 1988년 5월 17일  | V23         | 인텔샛 V-A F 13 (통신 위성) | 약 2,000 kg | ELA 1  | GTO                                  | 성공                      |
| 4    | 1988년 10월 28일 | V26         | TDF 1 (방송 위성)           | 2,130 kg    | ELA 1  | GTO                                  | 성공                      |
| 5    | 1989년 1월 27일  | V28         | 인텔샛 V-A F 15 (통신 위성) | 약 2,000 kg | ELA 1  | GTO                                  | 성공                      |
| 6    | 1989년 4월 2일   | V30         | Tele-X (방송 위성)          | 2,140 kg    | ELA 1  | GTO                                  | 성공                      |